# 伊訥河
51°7′0.7″N 7°53′36.9″E / 51.116861°N 7.893583°E

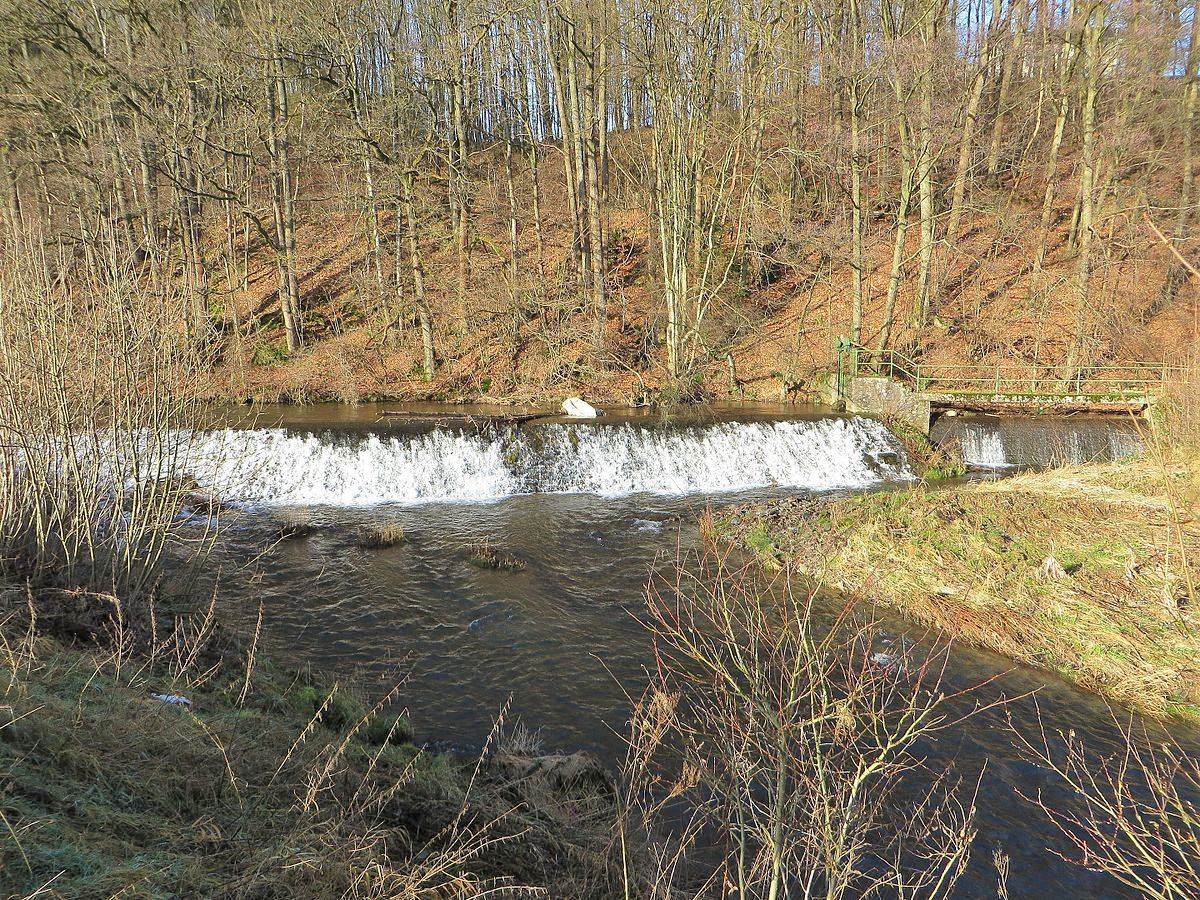

伊訥河（德語：Ihne），是德國的河流，位於該國西部，流經北萊茵-威斯特法倫州，屬於比格河的左支流，河道全長12.2公里，流域面積44.5平方公里，河口處在阿滕多恩。